# Gypona antlerita
Gypona antlerita är en insektsart som beskrevs av Delong och Hermann Julius Kolbe 1975. Gypona antlerita ingår i släktet Gypona och familjen dvärgstritar. Inga underarter finns listade i Catalogue of Life.